# Braille Without Borders

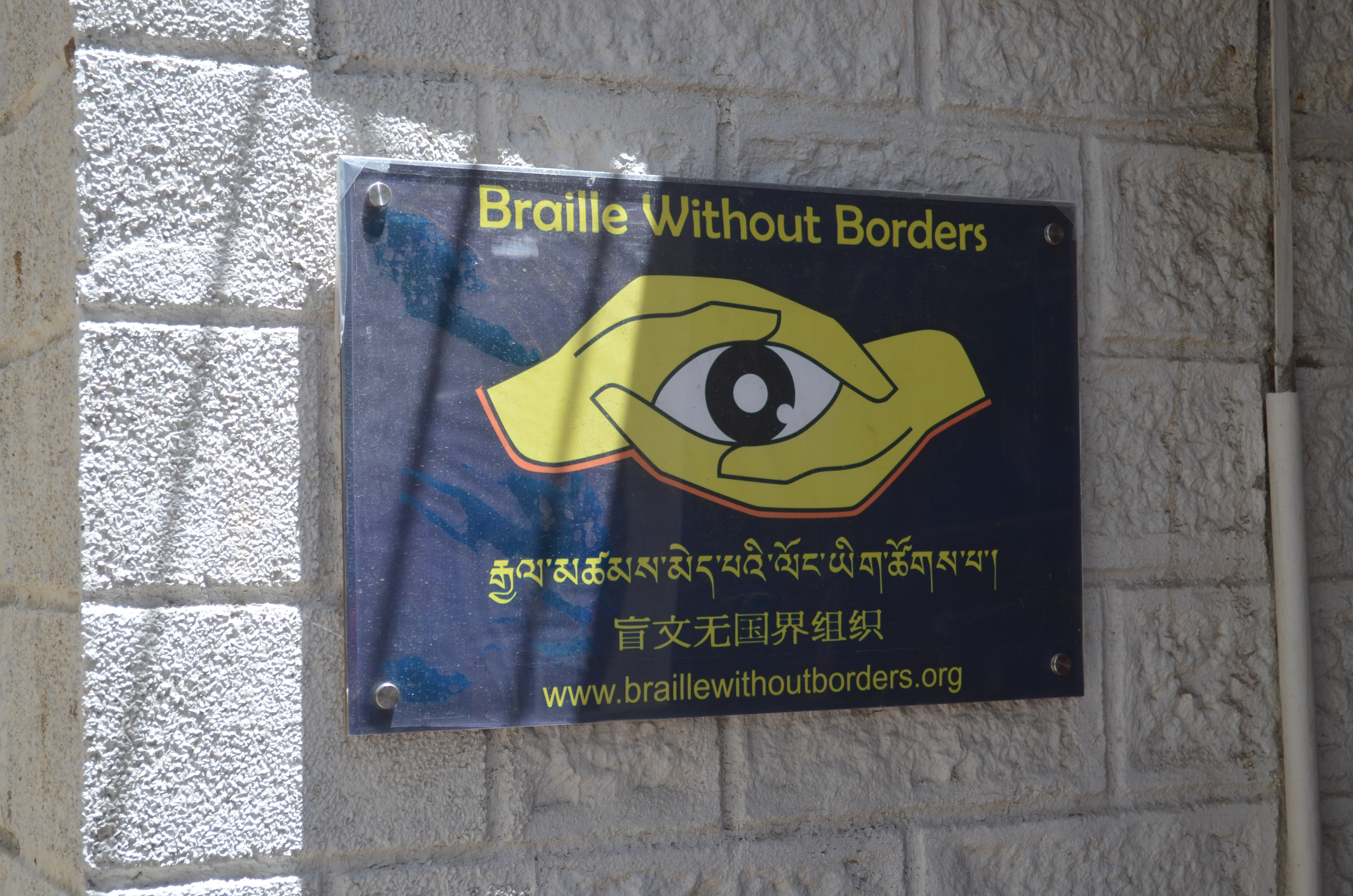
Logo

Braille Without Borders (BWB) is een organisatie voor blinden in de ontwikkelingsgebieden Tibet en Noord-India, die in 1998 werd opgericht door Sabriye Tenberken en Paul Kronenberg. De organisatie heette oorspronkelijk Project for the Blind, Tibet, maar veranderde haar naam  in september 2002 in  Braille Without Borders. Het doel van BWB is blinden hoop te geven en praktische vaardigheden te leren. Het geven van les in braille is een van de middelen om dit te bereiken. Vanuit Nederland wordt BWB ondersteund door de Stichting Doel voor Ogen in Amsterdam.
De projecten hebben verschillende onderscheidingen ontvangen, onder andere de Albert-Schweitzer-Preis in 2002 en het Bundesverdienstkreuz in 2005, uit handen van de Duitse Bondspresident Horst Köhler .

## Vestigingen in Tibet en India
Voorafgaand aan de oprichting van de organisatie richtte Tenberken in Lhasa in 1997 de school voor blinde Tibetaanse kinderen School for the blind op. Vervolgens werd  een massagecentrum opgericht dat wordt bemand door blinden. Daarna volgde de Vocational Training Farm, een tweede centrum  in Pelshong, in de buurt van Shigatse, waar volwassenen beroepsopleidingen kunnen volgen. De Farm bestaat eveneens uit een boerderij en kaasmakerij.
In het Noord-Indiase Leh werd de Leh, information office opgezet. Naast de informatiefunctie heeft dit kantoor een trainingscentrum voor blinden in de regio Ladakh. In Kalliyoor, op 10 km afstand van Trivandrum, zette de BWB de International School for Development and Project Planning (ISDeP) op.

## Ontwikkeling en bevordering van braille in Tibet
In Tibet bestond geen brailleschrift, terwijl Terberken tijdens haar studie sinologie en tibetologie voor zichzelf een Tibetaans braille had ontwikkeld. Zij besloot daarop dit brailleschrift in Tibet te introduceren. In het trainingscentrum wordt Tibetaans schrift met computersoftware omgezet naar Tibetaans braille. Dit computerprogramma werd geschreven door de Duitse blinde wiskundige Eberhard Hahn. Ook werden er speciale studieboeken ontworpen die in de daarvoor aangelegde brailleboekdrukkerij werden gedrukt.

## Filmografie
In 2000 werd de documentairefilm Mit anderen Augen over het leven en werk van Sabriye Tenberken gemaakt. Voor deze film ontving Terberken een Bambi. In 2004 ondernam ze het Climbing Blind Project. Samen met Paul Kronenberg en tieners van de blindenschool in Lhasa begonnen ze met een filmteam aan de beklimming van de Mount Everest. Hierbij werden ze begeleid door de eerste blinde Everest-bergklimmer Erik Weihenmayer en een Amerikaanse filmploeg. Vanwege slechte weersomstandigheden moesten ze deze tocht echter afbreken. Van deze klim maakte de Britse filmregisseur Lucy Walker de documentaire Blindsight, die met meerdere prijzen werd bekroond.